# Carmina Bayó i Samsó
Carmina Bayó Samsó (Barcelona, març de 1919 - Barcelona, 2 de gener de 2018) va ser una bibliotecària catalana.
Filla de l'arquitecte i catedràtic de l'Escola d'Arquitectura de Barcelona Jaume Bayó i Font, que havia treballat per a Antoni Gaudí, en obres com La Pedrera i la Casa Batlló, i per a Lluís Domènech i Muntaner, va ser la desena d'onze germans, en una família on s'inculcà la importància de la cultura, i de la lectura en particular. Després d'estudiar el batxillerat a l'Institut Ausiàs March amb notes excel·lents, va ingressar a l'Escola de Bibliotecàries el 1937, en plena guerra civil. Aleshores, ja parlava anglès i francès, i una mica d'alemany, i a l'Escola va aprendre el llatí i el grec. Quan va acabar la carrera el 1940, va haver de revalidar el títol d'acord amb el pla d'estudis imposat pel nou règim franquista. El 1941 va ser destinada a la biblioteca d'Arenys de Munt, que es va inaugurar l'11 de novembre d'aquell mateix any. El 1943, amb 24 anys, va ser designada per organitzar la nova Biblioteca de Cornellà de Llobregat, que es va inaugurar el 26 de novembre de 1943. Va ser la primera bibliotecària de Cornellà, càrrec que va exercir durant 7 anys. El 1950 va passar a treballar a Barcelona, a la Biblioteca Popular Pere Vila, situada dins del grup escolar del mateix nom, on estigué fins a la jubilació. El 1955 va assistir, amb un grup d'altres bibliotecàries catalanes, al 3r congrés internacional de biblioteques i centres de documentació, organitzat per l'IFLA a Brussel·les.